# Svetovno prvenstvo v nogometu 1970
Svetovno prvenstvo v nogometu 1970 je deveto Svetovno prvenstvo v nogometu, ki je med 31. majem in 21. junijem 1970 gostila Mehika. V petih mestih se je na petih štadionih - vključno z novim štadionom Azteca v Mexico Cityju - zvrstilo 32 tekem. Sodelovalo je 16 državnih reprezentanc, med katerimi sta bila novinca Izrael in Maroko. Zmagovalec prvenstva je postala Brazilija na čelu s Pelejem, ki se je za nastop odločil, potem ko je že najavil konec reprezentančne kariere. Brazilci so v finalu s 4:1 premagali Italijane in tako zmagali že tretjič, s tem pa je pokal Julesa Rimeta, ki so ga prejemali zmagovalci svetovnih prvenstev od leta 1930 naprej, prešel v njihovo trajno last.
Prvenstvo je ostalo v spominu po neverjetni privlačnosti nogometne igre, ki so jo prikazala nekatera moštva. Četrtfinalna tekma med Zahodno Nemčijo in Anglijo, polfinalna tekma med Italijo in Zahodno Nemčijo ter finale med Italijo in Brazilijo še danes veljajo za najlepše in najbolj napete tekme v zgodovini nogometnih svetovnih prvenstev. 
Prvič v zgodovini so bile dovoljene menjave, s čimer se je kvaliteta in napetost igre še povečala. To novo pravilo pa je tudi olajšalo delo trenerjem, saj jim v primeru poškodbe igralca med tekmo ni bilo treba nadaljevati z igralcem manj. Na novo so tega leta uvedli tudi kartone. Kazni za nešportno vedenje so resda obstajale že prej, vendar pa so z rumenimi in rdečimi kartoni postale bolj jasno določene. Vendar pa sodniki na tem prvenstvu niso pokazali nobenega rdečega kartona. To se je prvič zgodilo šele leta 1974.

## Prizorišča
| Guadalajara     | León             | Mexico City    | Puebla             | Toluca             |
| --------------- | ---------------- | -------------- | ------------------ | ------------------ |
| Estadio Jalisco | Estadio Nou Camp | Estadio Azteca | Estadio Cuauhtémoc | Estadio Luis Dosal |
|                 |                  |                |                    |                    |

## Rezultati

### Predtekmovanje

#### 1. skupina
| Reprezentanca   | OT | Z | N | P | DG | PG | GR | TOČ |
| --------------- | -- | - | - | - | -- | -- | -- | --- |
| Sovjetska zveza | 3  | 2 | 1 | 0 | 6  | 1  | +5 | 5   |
| Mehika          | 3  | 2 | 1 | 0 | 5  | 0  | +5 | 5   |
| Belgija         | 3  | 1 | 0 | 2 | 4  | 5  | −1 | 2   |
| Salvador        | 3  | 0 | 0 | 3 | 0  | 9  | −9 | 0   |

| 31. maj 1970 12:00 | Mehika     | 0 – 0 | Sovjetska zveza | Stadion: Estadio Azteca, Mexico City Gledalcev: 107.000 Sodnik: Kurt Tschenscher |
| 31. maj 1970 12:00 | (Poročilo) |       |                 | Stadion: Estadio Azteca, Mexico City Gledalcev: 107.000 Sodnik: Kurt Tschenscher |

| 3. junij 1970 16:00 | Belgija                              | 3 – 0      | Salvador | Stadion: Estadio Azteca, Mexico City Gledalcev: 92.000 Sodnik: Andrei Rădulescu |
| 3. junij 1970 16:00 | Van Moer 12', 54' Lambert 76' (pen.) | (Poročilo) |          | Stadion: Estadio Azteca, Mexico City Gledalcev: 92.000 Sodnik: Andrei Rădulescu |

| 6. junij 1970 16:00 | Sovjetska zveza                             | 4 – 1      | Belgija     | Stadion: Estadio Azteca, Mexico City Gledalcev: 59.000 Sodnik: Rudolf Scheurer |
| 6. junij 1970 16:00 | Bišovec 14', 63' Asatjani 57' Hmelnicki 76' | (Poročilo) | Lambert 86' | Stadion: Estadio Azteca, Mexico City Gledalcev: 59.000 Sodnik: Rudolf Scheurer |

| 7. junij 1970 12:00 | Mehika                                      | 4 – 0      | Salvador | Stadion: Estadio Azteca, Mexico City Gledalcev: 103.000 Sodnik: Ali Kandil |
| 7. junij 1970 12:00 | Valdivia 45', 46' Fragoso 58' Basaguren 83' | (Poročilo) |          | Stadion: Estadio Azteca, Mexico City Gledalcev: 103.000 Sodnik: Ali Kandil |

| 10. junij 1970 16:00 | Sovjetska zveza  | 2 – 0      | Salvador | Stadion: Estadio Azteca, Mexico City Gledalcev: 89.000 Sodnik: Rafael Hormazábal Díaz |
| 10. junij 1970 16:00 | Bišovec 51', 74' | (Poročilo) |          | Stadion: Estadio Azteca, Mexico City Gledalcev: 89.000 Sodnik: Rafael Hormazábal Díaz |

| 11. junij 1970 16:00 | Mehika          | 1 – 0      | Belgija | Stadion: Estadio Azteca, Mexico City Gledalcev: 105.000 Sodnik: Angel Norberto Coerezza |
| 11. junij 1970 16:00 | Peña 14' (pen.) | (Poročilo) |         | Stadion: Estadio Azteca, Mexico City Gledalcev: 105.000 Sodnik: Angel Norberto Coerezza |

#### 2. skupina
| Reprezentanca | OT | Z | N | P | DG | PG | GR | TOČ |
| ------------- | -- | - | - | - | -- | -- | -- | --- |
| Italija       | 3  | 1 | 2 | 0 | 1  | 0  | +1 | 4   |
| Urugvaj       | 3  | 1 | 1 | 1 | 2  | 1  | +1 | 3   |
| Švedska       | 3  | 1 | 1 | 1 | 2  | 2  | 0  | 3   |
| Izrael        | 3  | 0 | 2 | 1 | 1  | 3  | −2 | 2   |

| 2. junij 1970 16:00 | Urugvaj                | 2 – 0      | Izrael | Stadion: Estadio Cuauhtémoc, Puebla Gledalcev: 20.000 Sodnik: Bob Davidson |
| 2. junij 1970 16:00 | Maneiro 23' Mujica 50' | (Poročilo) |        | Stadion: Estadio Cuauhtémoc, Puebla Gledalcev: 20.000 Sodnik: Bob Davidson |

| 3. junij 1970 16:00 | Italija        | 1 – 0      | Švedska | Stadion: Estadio Luis Dosal, Toluca Gledalcev: 14.000 Sodnik: Jack Taylor |
| 3. junij 1970 16:00 | Domenghini 10' | (Poročilo) |         | Stadion: Estadio Luis Dosal, Toluca Gledalcev: 14.000 Sodnik: Jack Taylor |

| 6. junij 1970 16:00 | Urugvaj    | 0 – 0 | Italija | Stadion: Estadio Cuauhtémoc, Puebla Gledalcev: 30.000 Sodnik: Rudi Glöckner |
| 6. junij 1970 16:00 | (Poročilo) |       |         | Stadion: Estadio Cuauhtémoc, Puebla Gledalcev: 30.000 Sodnik: Rudi Glöckner |

| 7. junij 1970 12:00 | Izrael       | 1 – 1      | Švedska      | Stadion: Estadio Luis Dosal, Toluca Gledalcev: 10.000 Sodnik: Predloga:Podatki države eth Seyoum Tarekegn |
| 7. junij 1970 12:00 | Spiegler 56' | (Poročilo) | Turesson 53' | Stadion: Estadio Luis Dosal, Toluca Gledalcev: 10.000 Sodnik: Predloga:Podatki države eth Seyoum Tarekegn |

| 10. junij 1970 16:00 | Švedska   | 1 – 0      | Urugvaj | Stadion: Estadio Cuauhtémoc, Puebla Gledalcev: 18.000 Sodnik: Henry Landauer |
| 10. junij 1970 16:00 | Grahn 90' | (Poročilo) |         | Stadion: Estadio Cuauhtémoc, Puebla Gledalcev: 18.000 Sodnik: Henry Landauer |

| 11. junij 1970 16:00 | Italija    | 0 – 0 | Izrael | Stadion: Estadio Luis Dosal, Toluca Gledalcev: 10.000 Sodnik: Antonio De Moraes |
| 11. junij 1970 16:00 | (Poročilo) |       |        | Stadion: Estadio Luis Dosal, Toluca Gledalcev: 10.000 Sodnik: Antonio De Moraes |

#### 3. skupina
| Reprezentanca | OT | Z | N | P | DG | PG | GR | TOČ |
| ------------- | -- | - | - | - | -- | -- | -- | --- |
| Brazilija     | 3  | 3 | 0 | 0 | 8  | 3  | +5 | 6   |
| Anglija       | 3  | 2 | 0 | 1 | 2  | 1  | +1 | 4   |
| Romunija      | 3  | 1 | 0 | 2 | 4  | 5  | −1 | 2   |
| Češkoslovaška | 3  | 0 | 0 | 3 | 2  | 7  | −5 | 0   |

| 2. junij 1970 16:00 | Anglija   | 1 – 0      | Romunija | Stadion: Estadio Jalisco, Guadalajara Gledalcev: 50.560 Sodnik: Vital Loraux |
| 2. junij 1970 16:00 | Hurst 65' | (Poročilo) |          | Stadion: Estadio Jalisco, Guadalajara Gledalcev: 50.560 Sodnik: Vital Loraux |

| 3. junij 1970 16:00 | Brazilija                                | 4 – 1      | Češkoslovaška | Stadion: Estadio Jalisco, Guadalajara Gledalcev: 52.897 Sodnik: Ramón Barreto |
| 3. junij 1970 16:00 | Rivelino 24' Pelé 59' Jairzinho 61', 81' | (Poročilo) | Petráš 11'    | Stadion: Estadio Jalisco, Guadalajara Gledalcev: 52.897 Sodnik: Ramón Barreto |

| 6. junij 1970 16:00 | Romunija                        | 2 – 1      | Češkoslovaška | Stadion: Estadio Jalisco, Guadalajara Gledalcev: 56.818 Sodnik: Diego De Leo |
| 6. junij 1970 16:00 | Neagu 52' Dumitrache 75' (pen.) | (Poročilo) | Petráš 5'     | Stadion: Estadio Jalisco, Guadalajara Gledalcev: 56.818 Sodnik: Diego De Leo |

| 7. junij 1970 12:00 | Brazilija     | 1 – 0      | Anglija | Stadion: Estadio Jalisco, Guadalajara Gledalcev: 66.834 Sodnik: Abraham Klein |
| 7. junij 1970 12:00 | Jairzinho 59' | (Poročilo) |         | Stadion: Estadio Jalisco, Guadalajara Gledalcev: 66.834 Sodnik: Abraham Klein |

| 10. junij 1970 16:00 | Brazilija                   | 3 – 2      | Romunija                       | Stadion: Estadio Jalisco, Guadalajara Gledalcev: 50.804 Sodnik: Ferdinand Marschall |
| 10. junij 1970 16:00 | Pelé 19', 67' Jairzinho 22' | (Poročilo) | Dumitrache 34' Dembrovschi 84' | Stadion: Estadio Jalisco, Guadalajara Gledalcev: 50.804 Sodnik: Ferdinand Marschall |

| 11. junij 1970 16:00 | Anglija           | 1 – 0      | Češkoslovaška | Stadion: Estadio Jalisco, Guadalajara Gledalcev: 49.262 Sodnik: Predloga:Podatki države GRA Roger Machin |
| 11. junij 1970 16:00 | Clarke 50' (pen.) | (Poročilo) |               | Stadion: Estadio Jalisco, Guadalajara Gledalcev: 49.262 Sodnik: Predloga:Podatki države GRA Roger Machin |

#### 4. skupina
| Reprezentanca   | OT | Z | N | P | DG | PG | GR | TOČ |
| --------------- | -- | - | - | - | -- | -- | -- | --- |
| Zahodna Nemčija | 3  | 3 | 0 | 0 | 10 | 4  | +6 | 6   |
| Peru            | 3  | 2 | 0 | 1 | 7  | 5  | +2 | 4   |
| Bolgarija       | 3  | 0 | 1 | 2 | 5  | 9  | −4 | 1   |
| Maroko          | 3  | 0 | 1 | 2 | 2  | 6  | −4 | 1   |

| 2. junij 1970 16:00 | Peru                                    | 3 – 2      | Bolgarija                  | Stadion: Estadio Nou Camp, León Gledalcev: 13.765 Sodnik: Antonio Sbardella |
| 2. junij 1970 16:00 | Gallardo 50' Chumpitaz 55' Cubillas 73' | (Poročilo) | Dermendzhiev 13' Bonev 49' | Stadion: Estadio Nou Camp, León Gledalcev: 13.765 Sodnik: Antonio Sbardella |

| 3. junij 1970 16:00 | Zahodna Nemčija       | 2 – 1      | Maroko      | Stadion: Estadio Nou Camp, León Gledalcev: 12.942 Sodnik: Laurens van Ravens |
| 3. junij 1970 16:00 | Seeler 56' Müller 78' | (Poročilo) | Houmane 21' | Stadion: Estadio Nou Camp, León Gledalcev: 12.942 Sodnik: Laurens van Ravens |

| 6. junij 1970 16:00 | Peru                         | 3 – 0      | Maroko | Stadion: Estadio Nou Camp, León Gledalcev: 13.537 Sodnik: Tofik Bahramov |
| 6. junij 1970 16:00 | Cubillas 65', 75' Challe 67' | (Poročilo) |        | Stadion: Estadio Nou Camp, León Gledalcev: 13.537 Sodnik: Tofik Bahramov |

| 7. junij 1970 12:00 | Zahodna Nemčija                                   | 5 – 2      | Bolgarija               | Stadion: Estadio Nou Camp, León Gledalcev: 12.710 Sodnik: José María Ortiz de Mendibil |
| 7. junij 1970 12:00 | Libuda 20' Müller 27', 52' (pen.), 88' Seeler 67' | (Poročilo) | Nikodimov 12' Kolev 89' | Stadion: Estadio Nou Camp, León Gledalcev: 12.710 Sodnik: José María Ortiz de Mendibil |

| 10. junij 1970 16:00 | Zahodna Nemčija      | 3 – 1      | Peru         | Stadion: Estadio Nou Camp, León Gledalcev: 17.875 Sodnik: Abel Aguilar Elizalde |
| 10. junij 1970 16:00 | Müller 19', 26', 39' | (Poročilo) | Cubillas 44' | Stadion: Estadio Nou Camp, León Gledalcev: 17.875 Sodnik: Abel Aguilar Elizalde |

| 11. junij 1970 16:00 | Maroko        | 1 – 1      | Bolgarija   | Stadion: Estadio Nou Camp, León Gledalcev: 12.299 Sodnik: Antonio Ribeiro Saldanha |
| 11. junij 1970 16:00 | Ghazouani 61' | (Poročilo) | Zhechev 40' | Stadion: Estadio Nou Camp, León Gledalcev: 12.299 Sodnik: Antonio Ribeiro Saldanha |

### Zaključni del
|  | Četrtfinale             | Četrtfinale            | Četrtfinale             |                         |                 | Polfinale       | Polfinale    | Polfinale    |              |  | Finale                  | Finale | Finale |
|  |                         |                        |                         |                         |                 |                 |              |              |              |  |                         |        |        |
|  | 14. junij – Mexico City |                        |                         |                         |                 |                 |              |              |              |  |                         |        |        |
|  |                         |                        |                         |                         |                 |                 |              |              |              |  |                         |        |        |
|  | Sovjetska zveza         | Sovjetska zveza        | 0                       |                         |                 |                 |              |              |              |  |                         |        |        |
|  | Sovjetska zveza         | Sovjetska zveza        | 0                       | 17. junij – Guadalajara |                 |                 |              |              |              |  |                         |        |        |
|  | Urugvaj (p.p.)          | Urugvaj (p.p.)         | 1                       |                         |                 |                 |              |              |              |  |                         |        |        |
|  | Urugvaj (p.p.)          | Urugvaj (p.p.)         | 1                       | Urugvaj                 | Urugvaj         | 1               |              |              |              |  |                         |        |        |
|  | 14. junij – Guadalajara |                        |                         | Urugvaj                 | Urugvaj         | 1               |              |              |              |  |                         |        |        |
|  |                         | Brazilija              | Brazilija               | 3                       |                 |                 |              |              |              |  |                         |        |        |
|  | Brazilija               | Brazilija              | Brazilija               | 3                       | 4               |                 |              |              |              |  |                         |        |        |
|  | Brazilija               | Brazilija              |                         | 21. junij – Mexico City | 4               |                 |              |              |              |  |                         |        |        |
|  | Peru                    | Peru                   | 2                       |                         |                 |                 |              |              |              |  |                         |        |        |
|  | Peru                    | Peru                   | 2                       | Brazilija               | Brazilija       | 4               |              |              |              |  |                         |        |        |
|  | 14. junij – Toluca      |                        |                         | Brazilija               | Brazilija       | 4               |              |              |              |  |                         |        |        |
|  |                         | Italija                | Italija                 | 1                       |                 |                 |              |              |              |  |                         |        |        |
|  | Italija                 | Italija                | Italija                 | 1                       | 4               |                 |              |              |              |  |                         |        |        |
|  | Italija                 | Italija                | 17. junij – Mexico City |                         | 4               |                 |              |              |              |  |                         |        |        |
|  | Mehika                  | Mehika                 | 1                       |                         |                 |                 |              |              |              |  |                         |        |        |
|  | Mehika                  | Mehika                 | 1                       | Italija (p.p.)          | Italija (p.p.)  | 4               | Tretje mesto | Tretje mesto | Tretje mesto |  |                         |        |        |
|  | 14. junij – León        |                        |                         | Italija (p.p.)          | Italija (p.p.)  | 4               | Tretje mesto | Tretje mesto | Tretje mesto |  |                         |        |        |
|  |                         | Zahodna Nemčija        | Zahodna Nemčija         | 3                       |                 |                 |              |              |              |  |                         |        |        |
|  | Zahodna Nemčija (p.p.)  | Zahodna Nemčija (p.p.) | Zahodna Nemčija         | 3                       | 3               | Urugvaj         | Urugvaj      | 0            |              |  |                         |        |        |
|  | Zahodna Nemčija (p.p.)  | Zahodna Nemčija (p.p.) |                         |                         |                 | Urugvaj         | Urugvaj      | 0            |              |  |                         |        |        |
|  | Anglija                 | Anglija                | 2                       |                         | Zahodna Nemčija | Zahodna Nemčija | 1            |              |              |  |                         |        |        |
|  | Anglija                 | Anglija                | 2                       |                         |                 |                 | 1            |              |              |  |                         |        |        |
|  |                         |                        |                         |                         |                 |                 |              |              |              |  | 20. junij – Mexico City |        |        |
|  |                         |                        |                         |                         |                 |                 |              |              |              |  |                         |        |        |

#### Četrtfinale
| 14. junij 1970 12:00 | Zahodna Nemčija                        | 3 – 2 podaljšek | Anglija                | Stadion: Estadio Nou Camp, León Gledalcev: 23.357 Sodnik: Ángel Norberto Coerezza |
| 14. junij 1970 12:00 | Beckenbauer 68' Seeler 76' Müller 108' | (Poročilo)      | Mullery 31' Peters 49' | Stadion: Estadio Nou Camp, León Gledalcev: 23.357 Sodnik: Ángel Norberto Coerezza |

| 14. junij 1970 12:00 | Brazilija                                  | 4 – 2      | Peru                      | Stadion: Estadio Jalisco, Guadalajara Gledalcev: 54.270 Sodnik: Vital Loraux |
| 14. junij 1970 12:00 | Rivelino 11' Tostão 15', 52' Jairzinho 75' | (Poročilo) | Gallardo 28' Cubillas 70' | Stadion: Estadio Jalisco, Guadalajara Gledalcev: 54.270 Sodnik: Vital Loraux |

| 14. junij 1970 12:00 | Italija                                  | 4 – 1      | Mehika       | Stadion: Estadio Luis Dosal, Toluca Gledalcev: 26.851 Sodnik: Rudolf Scheurer |
| 14. junij 1970 12:00 | Guzmán 25' (AG) Riva 63', 76' Rivera 70' | (Poročilo) | González 13' | Stadion: Estadio Luis Dosal, Toluca Gledalcev: 26.851 Sodnik: Rudolf Scheurer |

| 14. junij 1970 12:00 | Urugvaj        | 1 – 0 podaljšek | Sovjetska zveza | Stadion: Estadio Azteca, Mexico City Gledalcev: 24.550 Sodnik: Laurens van Ravens |
| 14. junij 1970 12:00 | Espárrago 116' | (Poročilo)      |                 | Stadion: Estadio Azteca, Mexico City Gledalcev: 24.550 Sodnik: Laurens van Ravens |

#### Polinale
| 17. junij 1970 16:00 | Brazilija                                | 3 – 1      | Urugvaj     | Stadion: Estadio Jalisco, Guadalajara Gledalcev: 51.261 Sodnik: José María Ortiz de Mendibil |
| 17. junij 1970 16:00 | Clodoaldo 44' Jairzinho 76' Rivelino 89' | (Poročilo) | Cubilla 19' | Stadion: Estadio Jalisco, Guadalajara Gledalcev: 51.261 Sodnik: José María Ortiz de Mendibil |

| 17. junij 1970 16:00 | Italija                                          | 4 – 3 podaljšek | Zahodna Nemčija                   | Stadion: Estadio Azteca, Mexico City Gledalcev: 102.444 Sodnik: Arturo Yamasaki Maldonado |
| 17. junij 1970 16:00 | Boninsegna 8' Burgnich 98' Riva 104' Rivera 111' | (Poročilo)      | Schnellinger 90' Müller 94', 110' | Stadion: Estadio Azteca, Mexico City Gledalcev: 102.444 Sodnik: Arturo Yamasaki Maldonado |

#### Za tretje mesto
| 20. junij 1970 16:00 | Zahodna Nemčija | 1 – 0      | Urugvaj | Stadion: Estadio Azteca, Mexico City Gledalcev: 104.403 Sodnik: Antonio Sbardella |
| 20. junij 1970 16:00 | Overath 26'     | (Poročilo) |         | Stadion: Estadio Azteca, Mexico City Gledalcev: 104.403 Sodnik: Antonio Sbardella |

#### Finale
| 21. junij 1970 12:00 | Brazilija                                            | 4 – 1      | Italija        | Stadion: Estadio Azteca, Mexico City Gledalcev: 107.412 Sodnik: Rudi Glöckner |
| 21. junij 1970 12:00 | Pelé 18' Gérson 66' Jairzinho 71' Carlos Alberto 86' | (Poročilo) | Boninsegna 37' | Stadion: Estadio Azteca, Mexico City Gledalcev: 107.412 Sodnik: Rudi Glöckner |

## Statistika

### Strelci
| 10 golov - Gerd Müller 7 golov - Jairzinho 5 golov - Teófilo Cubillas 4 goli - Pelé - Anatolij Bišovec 3 goli - Rivelino - Uwe Seeler - Luigi Riva 2 gola - Raoul Lambert - Wilfried Van Moer - Tostão - Ladislav Petráš - Roberto Boninsegna - Gianni Rivera - Javier Valdivia - Alberto Gallardo - Florea Dumitrache | 1 gol - Carlos Alberto - Clodoaldo - Gérson - Hristo Bonev - Dinko Dermendzhiev - Todor Kolev - Asparuh Nikodimov - Dobromir Zhechev - Allan Clarke - Geoff Hurst - Alan Mullery - Martin Peters - Franz Beckenbauer - Reinhard Libuda - Wolfgang Overath - Karl-Heinz Schnellinger - Mordechai Spiegler - Tarcisio Burgnich - Angelo Domenghini | - Maouhoub Ghazouani - Mohammed Houmane - Juan Ignacio Basaguren - Javier Fragoso - José Luis González - Gustavo Peña - Roberto Challe - Héctor Chumpitaz - Emerich Dembrovschi - Alexandru Neagu - Kahi Asatjani - Vitalij Hmelnicki - Ove Grahn - Tom Turesson - Luis Cubilla - Víctor Espárrago - Ildo Maneiro - Juan Mujica Avtogol - Gustavo Peña |